# ايرونكا إي-107

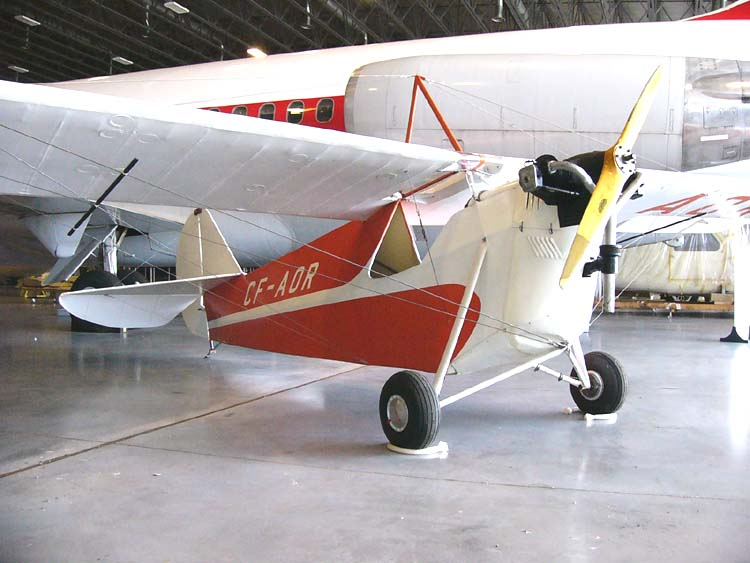
ايرونكا سي-2

ايرونكا إي-107، كان من أوائل المحركات منخفضة التكلفة في فترة الحرب العالمية الأولي.

## التصميم والتطوير
كان محرك إي-107 ايه، محرك طيران مسطح، تم إنتاجه ليستبدل محرك مورهاوس في أول نموذج من طائرة ايرونكا سي-2. أُنتج أول خمسة نماذج من المحرك بدون زعانف تبريد على غلاف الكرنك.
تم اعتماد مكربن الهواء لنموذج وينفلد الخامس من المحرك، كمكربن الهواء القياسي للمحرك.  و تم استبدال محرك إي-107 باالمحرك إي-113، النسخة الأحدث من نفس التصميم، .

## الأنواع

### إي-107
- محرك الإنتاج القياسي

### إي-107 ايه
- أُنتج محرك إي-107 ايه لأجل طائرة ايرونكا، بواسطة شركة جوفرو نيلسون من مدينة ديترويت بولاية ميشيغان.[2]

### أو-107
- أُعطي هذا الاسم كتمييز للمحركات المستخدمة للطائرات المدهشة.

## التطبيقات
- ايرونكا سي-2

## محركات معروضة
- محرك إي-107 معروض في متحف إي ايه ايه ايرفينشر في أوشكوش. ويسكونسن.
- يعرض النموذج الأول لطائرة ايرونكا سي-2 (مسجلة ان سي 626 ان) المزودة بمحرك إي-107 في مركز ستيفن إف أودفار هازي في متحف سميثسونيان للطيران والفضاء.[4]

## مواصفات (إي-107)

### مواصفات عامة
- النوع: محرك طائرة مكبسي مسطح، يتكون من اسطوانتين، و يتم تبريده بالهواء.
- الحجم المزاح: 107 بوصة مكعب
- الوزن:114 باوند

### الأداء
- القدرة الناتجة:26 حصان.